# Der Clan der Wölfe
Der Clan der Wölfe ist eine mexikanische Telenovela aus den Jahren 1986 bis 1987, die ein Erfolgsgarant in dem Heimatland Mexiko, sowie in vielen anderen Ländern, u. a. den Vereinigten Staaten und Australien, ist. Die Originalversion der Serie umfasst 85 Folgen und dreht sich um die Machtkämpfe einer einflussreichen mexikanischen Dynastie.

## Handlung
Carlos Larios, der Inhaber des internationalen Pharmakonzerns „Lar-Creel“, informiert seine Frau Catalina Creel, dass er hinter ihr Geheimnis, welches sie seit Jahren vor ihm hat, gekommen ist und nun vorhat, sein Testament zu ändern. Catalina begreift, dass sie schnell handeln muss, und vergiftet seinen morgendlichen Orangensaft. Carlos bemerkt dies nicht und macht sich auf den Weg zur Arbeit. In seinem benommenen Zustand rast er mit seinen Wagen in die Arbeitsstätte von Leonora Navarro, bevor er einen tödlichen Herzinfarkt erleidet. Leonora findet Carlos’ Brieftasche und kontaktiert dessen Sohn Alejandro, dem sie schließlich auch die Brieftasche zurückgibt. Aus Dankbarkeit beschließen die beiden, in Kontakt zu bleiben.
Mit dem Tod von Carlos wird sein Testament veröffentlicht, in welchen seine beiden Söhne, Alejandro und José Carlos, erfahren, dass derjenige Kontrolle über die Firma gewinnt, der zuerst einen Erben vorzeigen kann. Catalina versucht ihren Sohn Alejandro, der bereits verheiratet ist, diesem Wunsch als Erster anstatt ihres Stiefsohns José Carlos nachzukommen. Sie nutzt dabei auch die Schuld, die ihr José Carlos Catalina gegenüber empfindet. Trägt er doch angeblich daran Schuld, dass sich Catalinas Gesicht nach einem Unfall mit einer Augenklappe schmückt. Zur selben Zeit schlägt Catalina eine junge Frau, die José Carlos begann zu treffen, in die Flucht und sorgt wenig später dafür, dass er unter Mordverdacht steht. Den Mord an einem Mann, der Drohungen an die Familie sandte, dessen sich allerdings Catalina selbst annahm, indem sie ihn – verkleidet mit einer blonden Perücke – in einer Tiefgarage erschoss.
Alejandro, der nur allzu gut mit der Familientradition und den Erwartungen von Catalina vertraut ist, verheimlicht die Unfruchtbarkeit seiner Frau Vilma, da er weiß, dass Catalina ihn infolgedessen zur Scheidung zwingen würde. Da er aber auch gegenüber dem Unternehmen ein Gefühl der Verpflichtung hat, entscheidet er sich, Leonora zu kontaktieren. Sie soll Alejandro und Vilma den gewünschten Erben verschaffen, während Vilma eine Schwangerschaft vortäuscht. Esperanza, die Patentante von Leonora, ist nicht begeistert von dem Plan, aber Alejandro kann sie bald überreden, mitzuspielen. Die Beziehung von Leonora und Alejandro vertieft sich, und sie wird auch schwanger, als Catalina hinter der vorgetäuschten Schwangerschaft, von Vilma kommt. Alejandro gesteht seiner Mutter schließlich die ganze Wahrheit, um so seine Ehe retten zu können. Catalina wünscht derweil, dass Alejandro und Leonora heiraten, um so das Kind an sich nehmen zu können, sobald es geboren ist…